# Museo geologico di Şuşa
Il museo geologico di Şuşa (in armeno Շուշի երկրաբանական թանգարան) è situato nell’omonima città in Azerbaigian.
Intitolato a Grigori Gabrielyants, è stato inaugurato il 2 settembre 2014, dalle autorità della repubblica di Artsakh. Ospita circa quattrocento minerali in parte provenienti dalla collezione privata Gabrielyants.

## La struttura
L'edificio si trova adiacente al museo etnografico di Şuşa. Al cancello d'ingresso è collocato un monolite di provenienza giapponese sul quale è stata scolpita l'indicazione del museo. L'esposizione è allestita in una grande sala a piano terra e in una stanza più piccola.
Gli ambienti del museo sono decorati con tele dei pittori Martiros Saryan e Minas Avetisyan.